# Paduspanidi
I Paduspanidi o Baduspanidi (in persiano پادوسبانیان‎, Pādūsbāniyān) furono una dinastia del Tabaristan che regnò su Ruyan, Nur e Rostamdar. Venne fondata nel 665, ed ebbe termine nel 1598 quando i Safavidi invasero i loro domini.

## Storia
Il fondatore della dinastia dei Paduspanidi fu Pādūsbān I (noto anche nella forma arabizzata di Bādūsbān), figlio di Gil Gavbara, il fondatore della dinastia dei Dabuyidi. 
I Paduspanidi erano di discendenza sasanide come i Dabuyidi e costituirono la dinastia più longeva della Persia prima della conquista safavide.

## Regnanti Paduspanidi noti
- 655-694: Paduspan I
- 694-723: Khur-zad
- 723-762: Paduspan II
- 762-791: Shahriyar I ibn Paduspan
- 791-822: Wandad Umid
- 822-855: Abdallah ibn Wandad
- 855-??? : Faridun ibn Qarin
- ???-??? : Paduspan III
- ???-??? : Shahriyar II ibn Paduspan
- 887-899: Hazar Sandan
- 899-938: Shahriyar III ibn Jamshid
- 938-965: Shams al-Muluk Muhammad
- 965-??? : Istwandad
- ????-???? : Fakhr al-Dawla Namavar I
- ????-1117: Hazarasp I
- 1117-1168: Shahrivash
- 1168-1184: Kai Ka'us I
- 1184-1190: Hazarasp II
- 1190-1209: Bavandid occupazione
- 1209-1213: Zarrinkamar
- 1213 -1223: Bisotun I
- 1223-1242/1243: Fakhr al-Dawla Namavar II
- Mort en 1242: Hosam al-Dawla Ardashir
- 1242- ???? : Eskandar I
- 1242-1272: Shahragim
- 1272-1301: Fakr-al-Dawla Namavar III Shah-Ghazi
- 1301-1311: Kai-Khosrow
- 1311-1317: Shams al-Muluk Mohammad
- 1317-1324: Nasir al-Din Shahriyar
- 1324-1333: Taj al-Dawla Ziyar
- 1333-1359: Eskandar II
- 1359-1378: Fakhr al-Dawla Shah-Ghazi
- 1378-1379: Azod al-Dawla Qobad
- 1379-1391: Marashiyan occupazione
- 1391-1394: Sa'd al-Dawla Tus
- 1394- : Eskandar III
- 1399-1453: Kayumarth I
- 1453: Kayumarth II

### Ramo Nur
- 1453-1467: Ka'us II
- 1467-1499: Jahangir I
- 1499-1507: Bisotun II
- 1507-1550: Bahman of Tabaristan
- 1550-1576: Kayumarth IV
- 1582-1586: Sultan Aziz
- 1586-1593/1594: Jahangir III

### Ramo Kojur
- 1453-1476: Eskandar IV
- 1476-1491: Taj-al-Dawla ibn Eskandar
- 1491-1507: Ashraf ibn Taj al-Dawla
- 1507-1543: Ka'us III
- 1543-1555: Kayumarth III
- 1555-1567: Jahangir II
- 1568-1590: Sultan Mohammad ibn Jahangir
- 1590-1598: Jahangir IV